# Ermita del Remei (Alcover)
|  | Per a altres significats, vegeu «Residencial del Remei». |

L'Ermita del Remei és una ermita a la vall de la Glorieta, a uns tres quilòmetres de la vila d'Alcover (Alt Camp). Aquest monument està protegit com a bé cultural d'interès local.

## Arquitectura
Es tracta d'un edifici barroc de planta centralitzada cobert per una gran cúpula esfèrica, amb un absis rectangular, un cor als peus i dues torres circulars, també als peus. És interessant la façana, amb porta d'arc carpanell molt rebaixat amb cornisa, una fornícula amb la imatge de Sant Antoni i una rosassa octogonal motllurada. A la part superior hi ha la data de 1769. En un segon relleu superior també hi ha la data de 1772 que ocupa el cos superior de la façana.
L'interior és d'una nau amb tram únic curt que correspon al cor. La capçalera té volta bufada, i la sagristia d'aresta. L'obra és de pedra saldonera. Hi ha un interessant treball de forja en els penells. L'estructura interior no es reflecteix clarament a l'exterior sinó que presenta un mur continu que defineix un perímetre rectangular.

## Història
No hi ha una documentació suficient que permeti la datació exacta dels orígens d'aquesta ermita. Sembla que hi havia en principi una petita capella dedicada a Sant Antoni, on hi havia la imatge de la Verge del Remei, marededeu trobada segons la tradició.
L'edifici actual es va construir per un acord pres pels veïns i l'Ajuntament d'Alcover l'any 1761. L'obra es va finalitzar el 1772, segons consta a la motllura del coronament de la façana, i va ser beneïda el 21 de novembre de 1779 pel rector Joan Rimbau. Segurament s'aprofitaren elements d'una construcció anterior, com ho prova la data de la campana, de 1744, i els documents trobats recentment que parlen d'una ermita del Remei el 1638.
La casa de l'ermità ha estat habilitada per a casa de colònies i restaurant, i recentment ha estat pintada.